# Зедорф (Цевен)
Зедорф (нем. Seedorf) — община в Германии, в земле Нижняя Саксония.
Входит в состав района Ротенбург-на-Вюмме. Подчиняется управлению Зельзинген. Население составляет 894 человека (на 31 декабря 2010 года). Занимает площадь 18,69 км².
Коммуна подразделяется на 2 сельских округа.